# HASAG
 (mai 2024).
Si vous disposez d'ouvrages ou d'articles de référence ou si vous connaissez des sites web de qualité traitant du thème abordé ici, merci de compléter l'article en donnant les références utiles à sa vérifiabilité et en les liant à la section « Notes et références ».
HASAG, (également connu sous le nom de Hugo Schneider AG, ou par son nom d'origine en allemand, Hugo Schneider Aktiengesellschaft Metallwarenfabrik), était une entreprise métallurgique allemande fondée en 1863.

## Histoire
Initialement, HASAG était une petite entreprise artisanale basée à Leipzig, spécialisée dans la fabrication de lampes et d'autres petits produits métalliques. Au fil du temps, elle s'est développée pour devenir une grande usine et une société cotée en bourse, commercialisant ses marchandises dans plusieurs pays.
Pendant la Seconde Guerre mondiale, HASAG subit une transformation radicale et devient un conglomérat nazi destiné à la production d'armes (notamment des panzerfaust).
L'entreprise accueille des milliers de NS-Zwangsarbeiters des camps de concentration et des ghettos. C'est le troisième plus grand utilisateur de travail forcé en Europe, avec des usines d'armement en Allemagne et en Pologne. Elle possède des dizaines d'usines réparties dans toute l'Europe occupée par l'Allemagne.
Des dizaines de milliers de Juifs de Pologne et d'autres prisonniers sont morts en produisant des munitions pour Hasag.
Cette période de l'histoire de l'entreprise est marquée par des pratiques inhumaines et tragiques qui ont entraîné de nombreuses pertes humaines.
Bien que HASAG ait été démantelée après la guerre en 1947, la marque est restée en usage jusqu'en 1974.

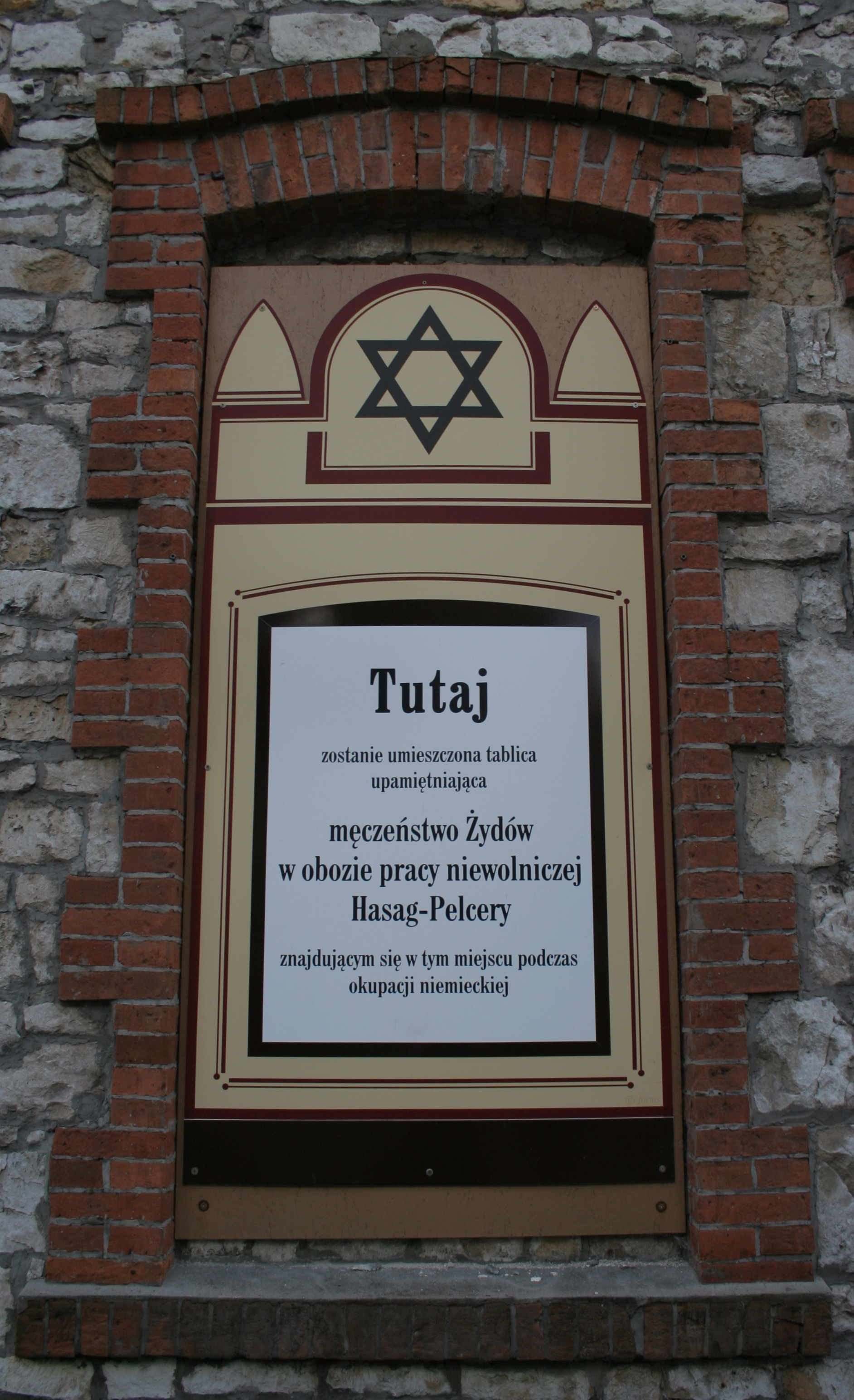
Mémorial aux travailleurs forcés juifs au camp de travail HASAG-Pelcery à Częstochowa, Pologne

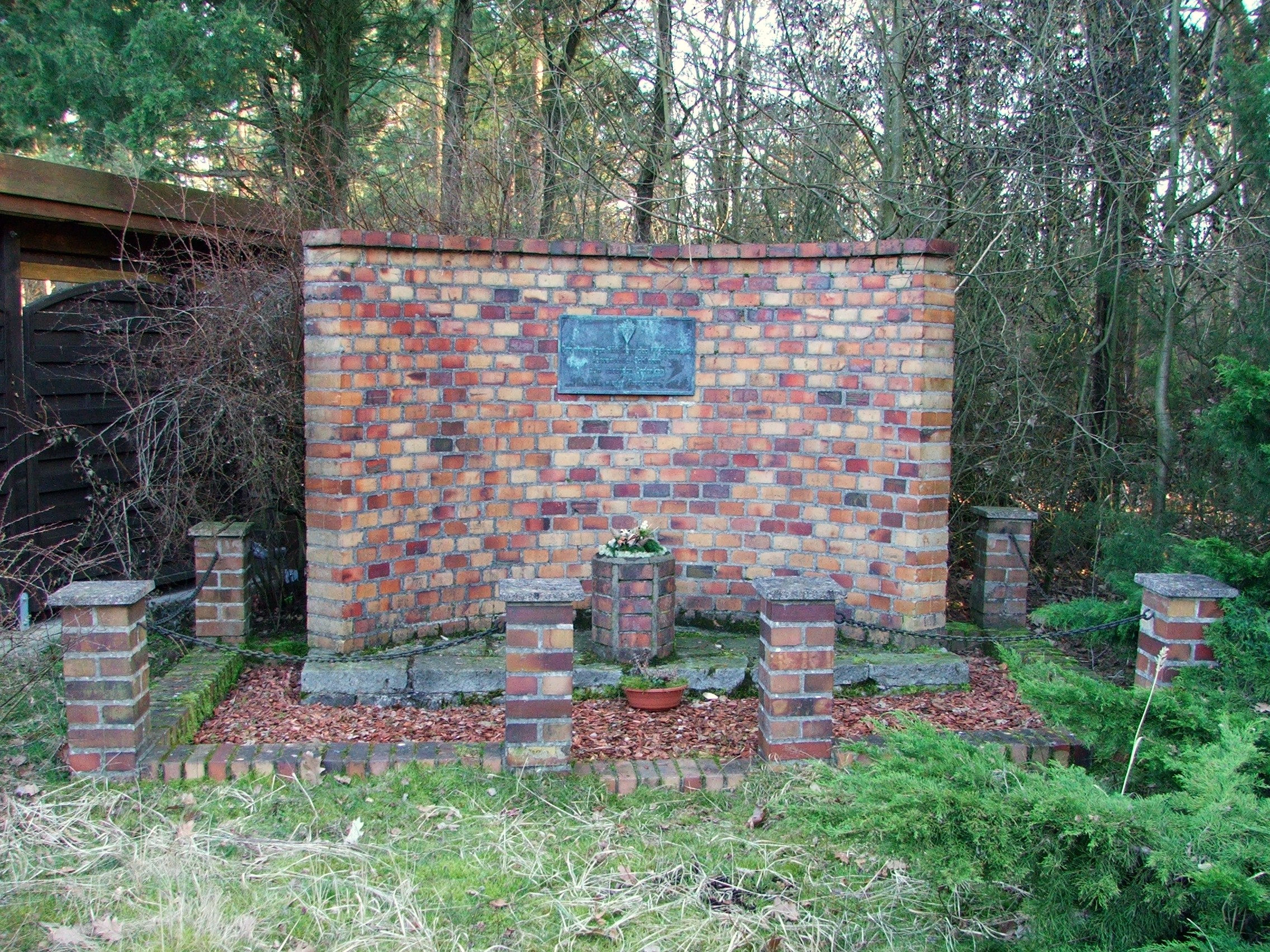
Monument aux victimes du camp de travail HASAG Werk Schlieben-Berga